# Estadio Nacional de Costa Rica (1924)
Het Estadio Nacional de Costa Rica (Nationaal stadion van Costa Rica) was een multifunctioneel stadion in San José, een stad in Costa Rica. Het stadion werd vooral gebruikt voor voetbalwedstrijden. In het stadion was plaats voor 25.000 toeschouwers. Het stadion werd geopend in 1924. In 2008 werd het afgebroken, het is vervangen door een nieuw stadion.